# Phylica aemula
Phylica aemula är en brakvedsväxtart som beskrevs av Rudolf Schlechter. Phylica aemula ingår i släktet Phylica och familjen brakvedsväxter. Utöver nominatformen finns också underarten P. a. multibracteolata.